# Stopplaats Vechtbrug
Vechtbrug is een voormalige stopplaats aan de Centraalspoorweg tussen Utrecht en Zwolle. De stopplaats Vechtbrug was geopend van 20 augustus 1863 tot een onbekende datum en lag tussen de huidige stations Utrecht Centraal en Utrecht Overvecht.